# Haverdal
Haverdal är en tätort i Halmstads kommun.
Haverdal är ett turistmål på sommaren med en 4 km lång sandstrand. Här finns även Haverdals naturreservat med vandringsmöjligheter och utsikt på norra uddens yttersta spets, minigolf och en campingplats. 

## Historia
Första gången Haverdal omnämns är på 1650-talet, då fanns det 5 gårdar i Haverdal. Under 1800-talet kom en stenhuggeriverksamhet igång vilket ledde till att invånarantalet växte från ungefär 50 till 300. Depressionen under 1930-talet innebar dock slutet för denna verksamhet och invånarna i Haverdal fick söka sig nya arbeten.
Det finns en trilogi av Albert Olsson som berättar om invånarna i Haverdal och deras kamp mot sanden.

### Befolkningsutveckling
| Befolkningsutvecklingen i Haverdal 1975–2020                          | Befolkningsutvecklingen i Haverdal 1975–2020 | Befolkningsutvecklingen i Haverdal 1975–2020 | Befolkningsutvecklingen i Haverdal 1975–2020 | Befolkningsutvecklingen i Haverdal 1975–2020 |
| --------------------------------------------------------------------- | -------------------------------------------- | -------------------------------------------- | -------------------------------------------- | -------------------------------------------- |
|                                                                       |                                              |                                              |                                              |                                              |
| År                                                                    |                                              |                                              | Folkmängd                                    | Areal (ha)                                   |
| 1975                                                                  | 1975                                         |                                              | 756                                          |                                              |
| 1980                                                                  | 1980                                         |                                              | 1 090                                        |                                              |
| 1990                                                                  | 1990                                         |                                              | 1 168                                        | 246                                          |
| 1995                                                                  | 1995                                         |                                              | 1 323                                        | 251                                          |
| 2000                                                                  | 2000                                         |                                              | 1 335                                        | 250                                          |
| 2005                                                                  | 2005                                         |                                              | 1 401                                        | 250                                          |
| 2010                                                                  | 2010                                         |                                              | 1 437                                        | 251                                          |
| 2015                                                                  | 2015                                         |                                              | 1 681                                        | 353                                          |
| 2020                                                                  | 2020                                         |                                              | 1 821                                        | 364                                          |
| Anm.: Ny tätort 1975. Sammanvuxen med Lynga kvarn och Sandslätt 2015. |                                              |                                              |                                              |                                              |

## Sport
I Haverdal finns fotbollsklubben Haverdals IF, golfklubben Haverdals GK, innebandyföreningen Kustens IF och seglarklubben HSSS.

## Att göra
I Haverdal finns det en lång sandstrand, en golfbana som ägs av golfklubben Haverdals GK, en camping med fyra stjärnor samt en restaurang med minigolfbana och boule. 

## Galleri

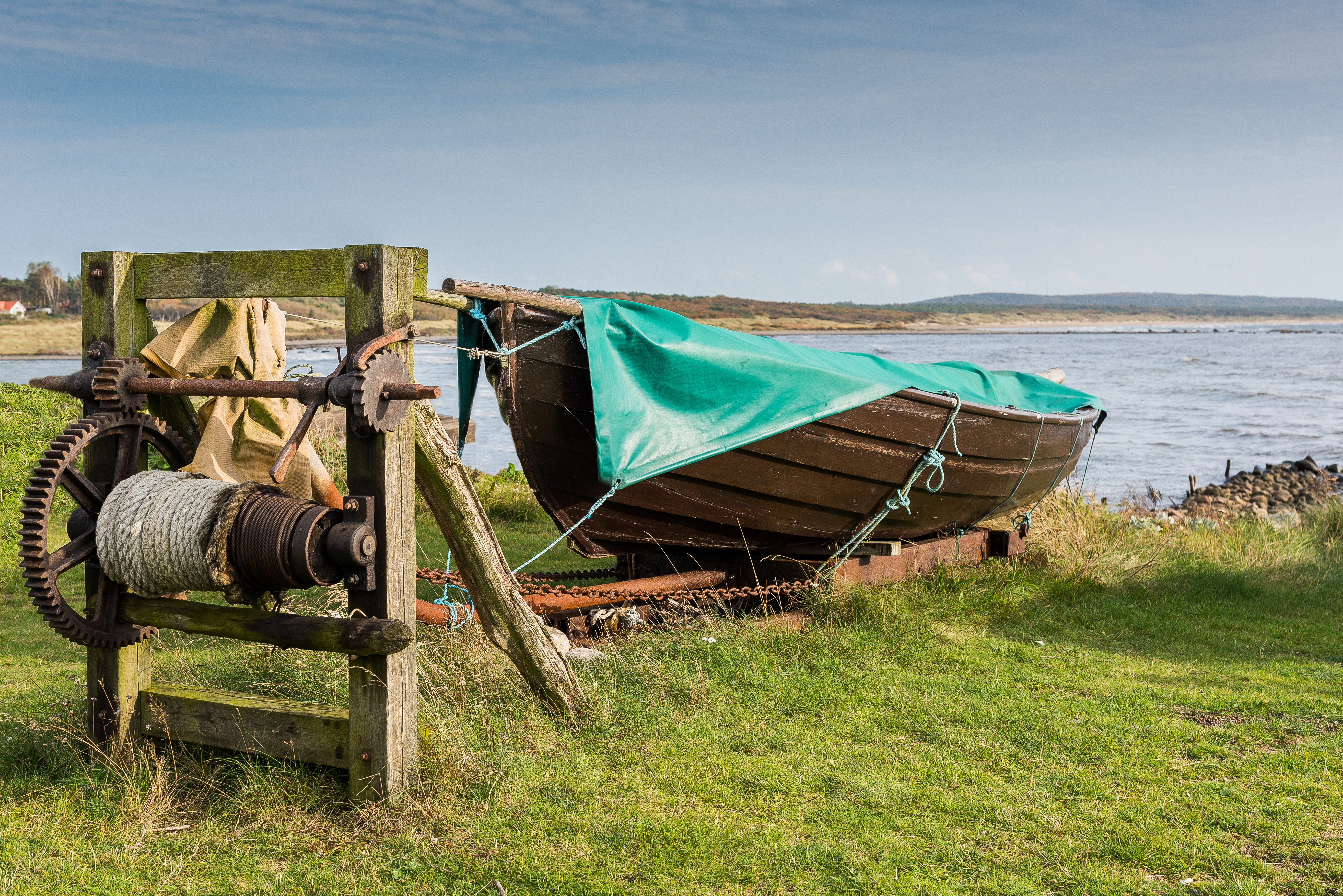
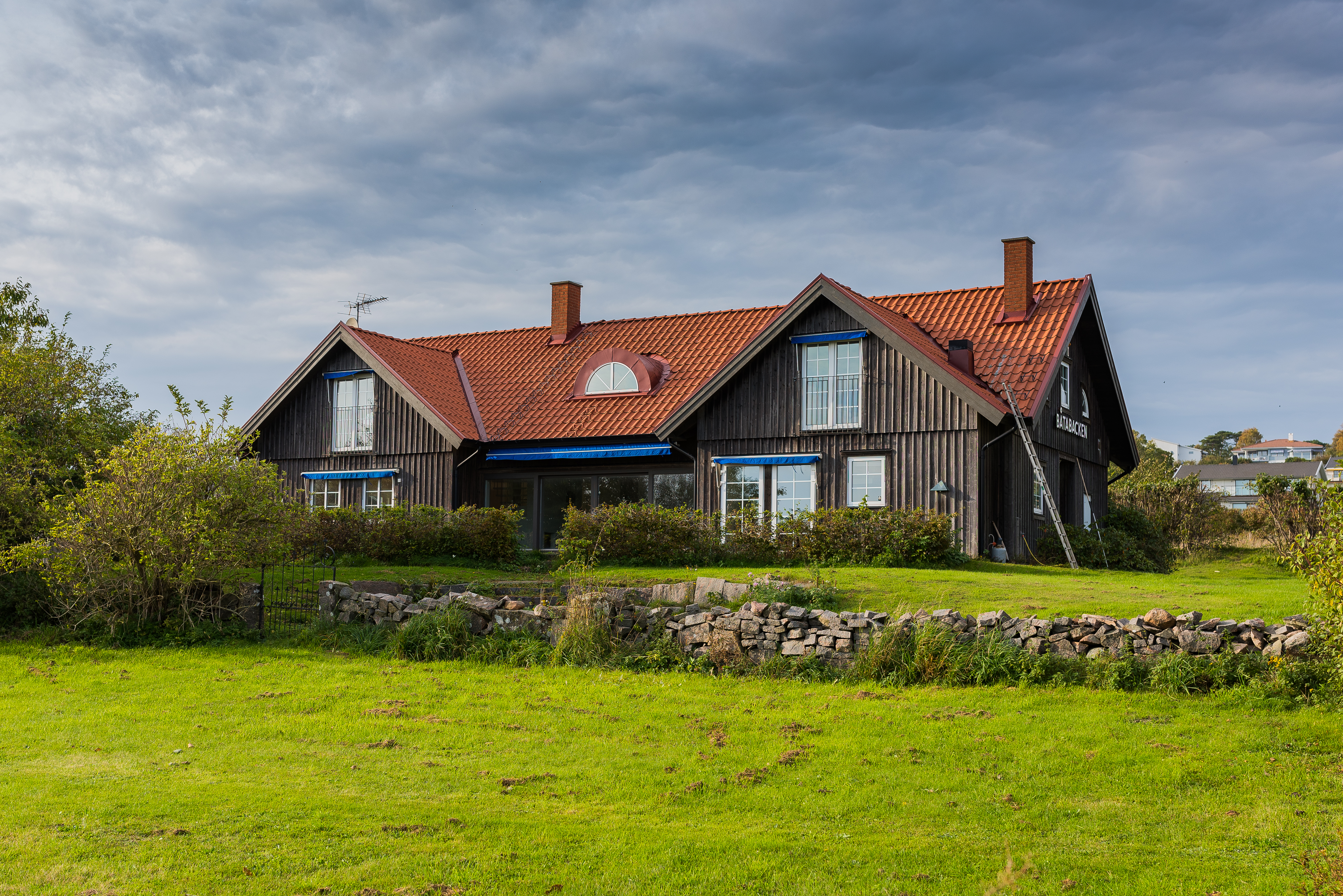
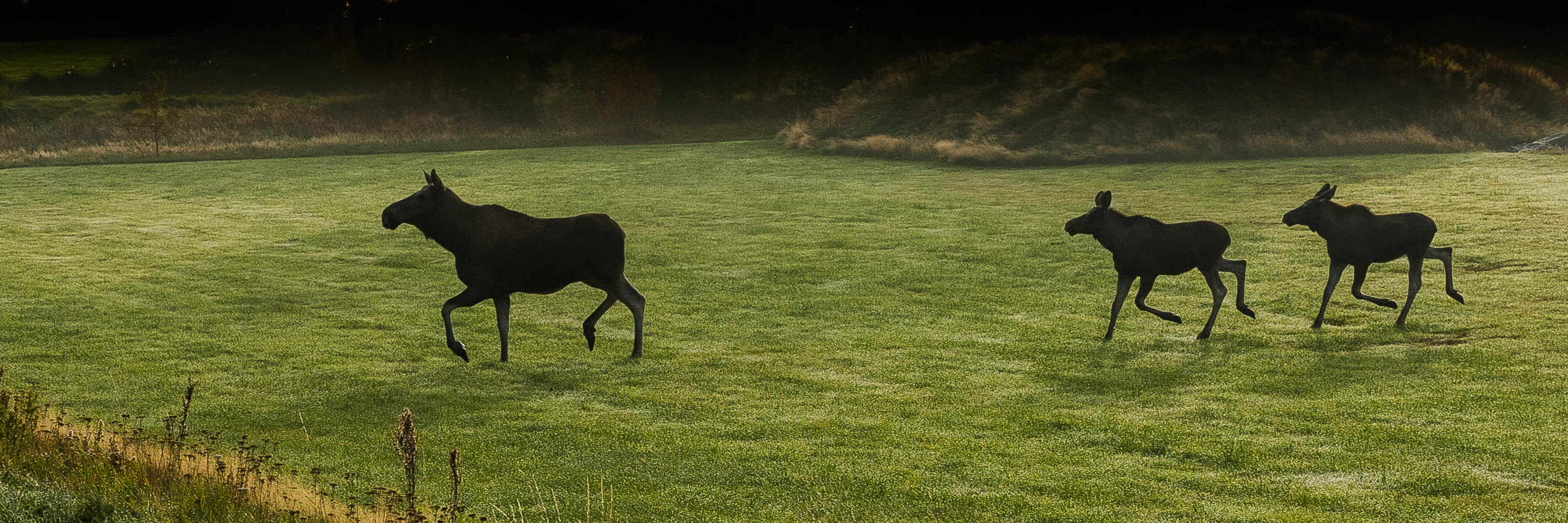
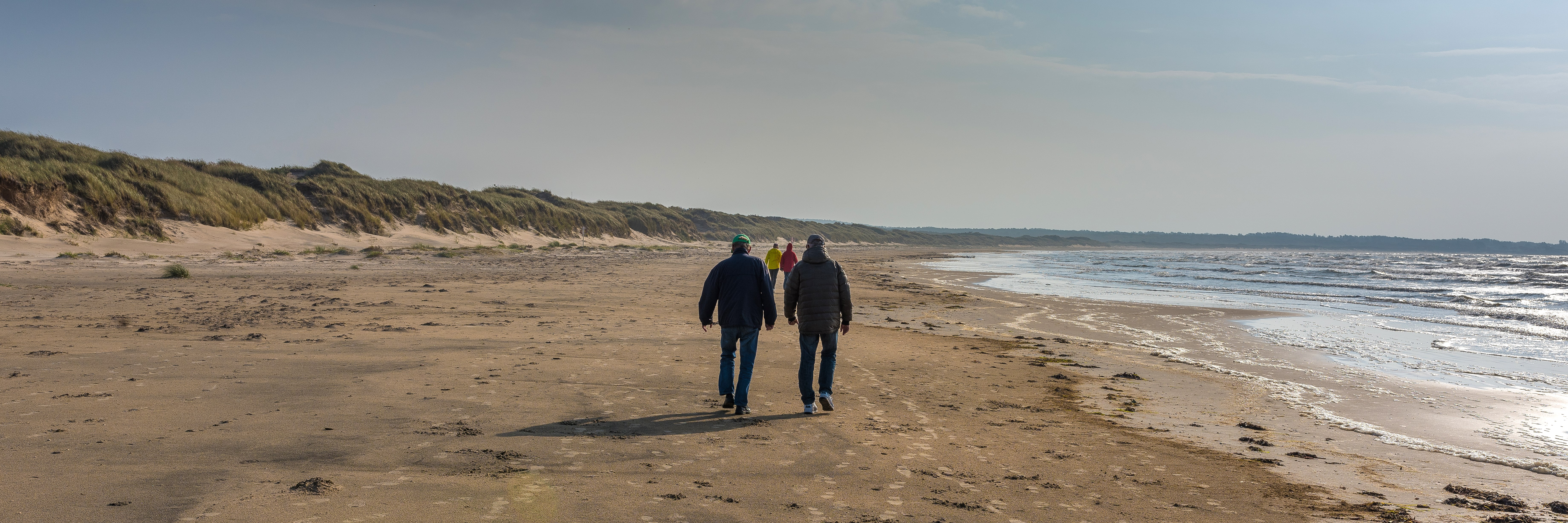